# Lärmbekämpfung
Die Lärmbekämpfung dient dem Lärmschutz und beinhaltet alle Maßnahmen, die Lärm vermeiden oder seine Wirkung auf die Umwelt, insbesondere auf den Menschen verringern. Das Ziel ist die Vermeidung von gesundheitlichen Schäden durch Lärm. Lärmbekämpfende Maßnahmen richten sich auf den Schallpegel (insbesondere den Schalldruckpegel), die Dauer der Wirkung, die Tonhöhe, die Tonhaltigkeit und die Impulshaltigkeit.

## Ansätze
Beim räumlichen Ansatz der Lärmbekämpfung wird unterschieden in:
- Maßnahmen an der Lärmquelle (Auslöser von Lärm) durch Lärmvermeidung bzw. Lärmminderung (aktive Maßnahmen)
- Maßnahmen an der Lärmsenke (Empfänger von Lärm) durch Lärmschutz bzw. Lärmsanierung (passive Maßnahmen)

Beim Straßenverkehrslärm sind beide Arten der Lärmbekämpfung beispielhaft zu finden: Flüsterbeläge wirken lärmvermindernd, Schallschutzwände wirken lärmschützend.
Beim technologischen Ansatz der Lärmbekämpfung wird unterschieden in:
- direkt erzeugten Luftschall (primäre Mechanismen) und
- indirekt erzeugten Luftschall (sekundäre Mechanismen)

Direkt erzeugter Luftschall entsteht ohne die Beteiligung von Körperschall; z. B. in einem Strahltriebwerk. Beim indirekt erzeugten Luftschall wird durch eine Kraftanregung zunächst Körperschall in einer Struktur erzeugt. Dieser pflanzt sich in der Struktur fort. Durch Vibrationen an der Oberfläche der Struktur wird dann Luftschall abgestrahlt.
Beim direkt erzeugten Luftschall muss zur Geräuschabsenkung die Verwirbelung der Luft gering gehalten werden. Besonders ist darauf zu achten, dass Bauteile nicht von verwirbelter Strömung beaufschlagt werden; siehe Aeroakustik.
Beim indirekt erzeugten Luftschall, z. B. bei Resonanzen, kann an verschiedenen Punkten angesetzt werden. Zunächst kann der Kraftverlauf so beeinflusst werden, dass er möglichst wenige Eigenfrequenzen des Bauteils anregt. Dieses ist immer dann der Fall, wenn keine steilen Kraftsprünge oder Kraftspitzen vorhanden sind. Weiterhin kann die Eingangsimpedanz des Bauteils erhöht werden, z. B. durch erhöhte Masse an der Krafteinleitungsstelle. Schließlich kann die Struktur selbst bedämpft werden, z. B. durch Entdröhnung mit Schwermatten oder Sandwichbleche.

## Maßnahmen an der Quelle
Maßnahmen an der Lärmquelle dienen der Vermeidung von Schallemissionen. Sie werden unterschieden in:

### Verhaltensorientierte Maßnahmen
Möglichkeiten, Geräusche zu vermeiden oder Schallpegel zu verringern sind:
- Einhalten von gesetzlichen Lärmpegeln wie der Zimmerlautstärke
- Einhalten von gesetzlichen und kulturbedingten Ruhezeiten wie der Nachtruhe, Feiertagsruhe (Sonntagsruhe) und Mittagsruhe
- Einsetzen von Lärmampeln, die anzeigen, wenn die Geräusche einen bestimmten Schallpegel überschreiten (zum Beispiel in einem Schulklassenraum)
- Überwachung des Lärms von Fahrzeugen im Straßenverkehr.[1] In einem Pilotprojekt in Frankreich wird mit einem aus vier Mikrofonen bestehenden Sensor der Umgebungslärm gemessen und anschließend farbkodiert auf optische Kamera-Bilder der Umgebung überlagert.[2]

### Technische Maßnahmen
Eine Schallabsorption kann sowohl durch Schalldämpfung als auch durch Schalldämmung erreicht werden.
Es gibt Möglichkeiten der Schallblockade bzw. Abschirmung durch Einhausung, zum Beispiel in einer Schallschutzkabine oder durch das Errichten einer Lärmschutzwand oder eines Schallschutzschirms.
Gegen Fahrgeräusche sollten Geschwindigkeitsbeschränkungen zur Minderung von Reifen-Fahrbahn-Geräuschen berücksichtigt und verkehrsberuhigte Bereiche eingerichtet werden. Es gibt die Möglichkeit der Verwendung von Gleitlagern statt Wälzlagern. Außerdem kann eine Umwendelung von Fahrzeugantennen zur Vermeidung von Pfeiftönen (Kármánsche Wirbelstraße) eingesetzt werden.
Straßenbeläge aus Beton oder Asphalt bis hin zum Flüsterbelag sind geeignet zur Minderung des Lärmpegels (Lautstärke) und der Impulshaltigkeit des Schalls, zum Beispiel durch das Entfernen von Steinpflaster und Fugen im Straßenbelag.

## Maßnahmen auf dem Übertragungsweg
Auf dem Übertragungsweg soll die Schallausbreitung behindert oder den Anforderungen gemäß optimiert werden.
Ein Übertragungsweg ist
- ein Raum, geschlossen oder offen, an dem Geräuschentwicklung und -wahrnehmung zusammenfallen. Dieser Raum kann wie ein Resonanzkörper wirken und Schall unerwünscht verstärken, wandeln oder Nachhall erzeugen.
- eine Schallbrücke, die Schall zwischen Räumen überträgt

Raumarten
Es wird zwischen offenen Räumen und geschlossenen Räumen unterschieden.
Der offene Raum ist sowohl im besiedelten Raum – in Wohngegenden z. B. der Hof einer Wohnanlage, Verkehrsweg oder Industriegelände – als auch im Naturraum zu finden.
Im geschlossenen Raum können glatte, parallel zueinanderstehende Wände als Resonanzkörper wirken. Es gibt geschlossene Räume, in denen sich viele Menschen aufhalten und hohe Schallpegel unerwünscht sind: z. B. Kindergarten, Schulklassenzimmer, Hörsaal, Speisesaal (Cafeteria, Mensa), Bibliothek, Werkhalle, Bahnhofshalle, Gebetsraum, Schwimmhalle.
In manchen Räumen sind hohe Schallpegel jedoch ausdrücklich erwünscht, um eine bestimmte Atmosphäre zu erzeugen, zum Beispiel in bestimmten Sportstadien oder Sporthallen.
Schallbrücken
Schallbrücken werden z. B. gebildet durch tragende Elemente innerhalb von Gebäuden wie Holzbalken oder Stahlträger.
In Fahrgewässern kann Schall, der von Schiffsmotoren erzeugt wird, auf angrenzende Gebäude wirken. Ein Konzertsaal, der sich direkt an einem Gewässer mit Schiffsverkehr befindet, muss entsprechend konstruiert sein, damit keine unerwünschten Schiffsgeräusche hörbar sind (Elbphilharmonie).

## Gesellschaftliche Beteiligung
Die Aufklärung der Bevölkerung, Lärmbetroffener, Lärmverursacher und Zulassungsbehörden in Hinblick auf die Wirkung von Lärm (gesundheitliche Aufklärung), Ursachen und Maßnahmen gegen Lärm wirkt sich auf das Verhalten aller Beteiligten aus. Dazu gehört eine frühzeitige Beteiligung, die bereits bei der Raumordnung und Flächennutzungsplanung erfolgt.
Mit der europäischen Umgebungslärmrichtlinie wurden weitere Beteiligungsformate eingeführt:
- Erstellen von Lärmkarten zur Information von Bevölkerung und Behörden
- Erstellen von Lärmaktionsplänen, z. B. mit Bürgerbeteiligung

Der Tag gegen Lärm ist die deutsche Variante des internationalen Noise awareness days, der von der Deutschen Gesellschaft für Akustik organisiert wird.
Hier organisieren sich Betroffene und Beteiligte an Lärmbekämpfungsmaßnahmen in Bürgerforen und Organisationen, die sich auf die Lärmbekämpfung spezialisiert haben, z. B. fachübergreifende Umweltverbände und Fachverbände wie die Deutsche Gesellschaft für Akustik und die Liga gegen den Lärm.